# Die Sonnhofbäuerin
Die Sonnhofbäuerin ist ein österreichischer Heimatfilm aus dem Jahre 1948 von Karl Kurzmayer und Wilfried Fraß.

## Handlung
Stefan Sonnhof bewirtschaftet mit seiner Frau Mena einen eigenen Bauernhof. Eines Tages wird er eingezogen und muss in den Krieg ziehen. Lange Zeit bleibt er fort, zuletzt in Gefangenschaft. Da Mena den Hofbetrieb unmöglich allein fortführen konnte, bat sie in der Zwischenzeit ihren Jugendfreund Martin, ihr dabei zu helfen. Im Lauf der Zeit kamen sich dabei die beiden näher als es dem Sonnhofbauer gefallen haben dürfte. Als Stefan eines Tages wieder heimkehrt, findet er einen Zustand vor, den er nicht erwartet hatte: Seine Frau war den Werbungsversuchen Martins erlegen.
Wegen dieses Treuebruchs kommt es zwischen den beiden Eheleuten zu einer heftigen Auseinandersetzung. Stefan tut sich enorm schwer, seiner Frau ihren Fehltritt zu verzeihen, und so verlässt Mena zwischenzeitlich den Hof. Peterl, beider kleiner Sohn, vermisst seine Mutter sehr und macht sich daraufhin auf die Suche nach ihr. Er findet die Sennhofbäuerin und überzeugt sie, mit ihm heimzukehren. Die Liebe zu beider Kind versöhnt schließlich die Eheleute, die sich vornehmen, es noch einmal miteinander zu versuchen.

## Produktionsnotizen
Die Sonnhofbäuerin entstand im Herbst 1948 in Sölden (Tirol), Atelieraufnahmen gab es keine. Die Uraufführung erfolgte am 14. Dezember 1948 in Wien, die deutsche Premiere war am 20. Oktober 1949 in München.

## Kritiken
“DIE SONNHOFBÄUERIN ist … eine kleine, randständige Produktion, die sowohl formal verblüfft wie inhaltlich überrascht. Die Geschichte einer Großbäuerin, die darauf wartet, dass der Gatte aus dem Krieg heimkehrt, besticht in der ersten Hälfte durch ihre bizarre, mal ex-, mal impressionistisch gestimmte, immer wieder ins Fantastische gleitende Atmosphäre, während der ungleich karger, realistisch gehaltene zweite Teil durch seine Lebensklugheit überzeugt. Die Moral von der Geschicht’ formuliert der Knecht, wenn er seinem Herren rät, er solle die Schuld halt dem verfluchten Krieg geben. Carl Kurzmayer und Wilfried Fraß … erfreuen das cinephile Gemüt durch den primitiven, fast Fuller’schen Furor ihrer Kunst, zudem durch deren Ökonomie.”
Das Lexikon des internationalen Films befand: „Die heimatfilmartige Handlung kreist um die Frage, ob Ehen tragfest bleiben können, wenn die unter Kriegsbedingungen alleingebliebene, auf männliche Hilfe angewiesene Bäuerin "schuldig" geworden ist.“